# Meeram Fuglekøje
Meeram Fuglekøje (Merum Fuglekøje, Amrum Fuglekøje) er et kulturminde på den nordfrisiske ø Amrum i det vestlige Sydslesvig i den nordtyske delstat Slesvig-Holsten. Fuglekøjen er centralt beliggende på øen omtrent 2 km syd for Nordtorp og øst for øens klitbælte. Den blev bygget 1866 på heden Meeram (også Meerum, Merum) tæt på klitranden mellem landsbyerne Nordtorp og Nebel og var i drift helt frem til 1936. Fuglekøjen består i dens centrum af en firkantet dam, hvorfra der udgår fire bueformede kanaler (i modsætning til den kendte fuglekøje på Fanø, som råder over seks sidekanaler), der endte i en ruse. Initiativet til byggeriet kom fra Nickels Johann Schmidt fra Nebel. I 1863 fik han tilladelse fra den danske administration til at fange vildænder i stort antal. Tre år senere (og efter at øen var kommet til Tyskland efter 2. Slesvigske krig) kom otte beboere sammen om at danne et kooperativ for at oprette og drive fuglekøjen. Det viste sig, at ideen var god. Fuglekøjen i Meeram havde allerede efter få år et udbytte på omtrent 10.000 og 20.000 ænder om året. En del af udbyttet blev eksporteret i hermetisk lukkede konservesdåser. Senere faldt dog fangsttallene og i 1937 måtte fuglekøjen indstille driften.
I dag fører en natursti gennem terrænet, forbi den firekantede dam og gennem hede- og klitområdet omkring. Der er flere informationstavler. Mod vest i klitterne grænser fuglekøjen til øens arkæologiske område, hvor der blev udført en række arkæologiske udgravninger med fund fra stenalder og jernalder. En stenaldergravplads og individuelle husplaner kan ses i jorden. I 2014 blev der opført en rekonstrueret jernalderbygning.
En anden fuglekøje på Amrum blev indrettet 1883 ved Sydtorp, den lukkede dog allerede efter få år igen.